# مارك فوثرينغهام
مارك فوثرينغهام (بالإنجليزية: Mark Fotheringham)‏ (22 أكتوبر 1983 بدندي في المملكة المتحدة - ) هو لاعب كرة قدم بريطاني في مركز الوسط. شارك مع منتخب اسكتلندا تحت 21 سنة لكرة القدم. أما مع النوادي، فقد لعب مع أنورثوسيس فاماغوستا ودندي يونايتد ونادي آراو ونادي روس كاونتي ونادي سلتيك ونادي فرايبورغ ونادي فولهام ونوتس كاونتي ونورويتش سيتي ونادي دندي ونادي ليفينغستون لكرة القدم.

## وصلات خارجية
- مارك فوثرينغهام على موقع قاعدة بيانات كرة القدم.إي يو (الإنجليزية)
- مارك فوثرينغهام على موقع Soccerbase.com (لاعب) (الإنجليزية)
- مارك فوثرينغهام على موقع Soccerway.com (الإنجليزية)
- مارك فوثرينغهام على موقع عالم كرة القدم.نت (الإنجليزية)